# (73669) 1981 WL2
(73669) 1981 WL2 – planetoida z grupy przecinających orbitę Marsa okrążająca Słońce w ciągu 2 lat i 171 dni w średniej odległości 1,83 j.a. Została odkryta 25 listopada 1981 roku w Palomar Observatory przez Charlesa Kowala.